# 中央通讯社 (伦敦)
中央通讯社（英語：Central News Agency/Central Press）是由威廉·桑德斯和他的姐夫爱德华·斯彭德于1863年创立的通讯社。 1870年至1871年使用中央通讯社一名。
通过打压竞争对手（如新闻协会和路透社）散发耸人听闻或充斥想象的文章，它在新闻业中留下了“采用不为人知的做法和散发真实性存疑的文章”的印记。1895年，《泰晤士报》直接指责中央通讯社美化报道，并刊登了中央通讯社收到的原文与实发文章的区别。一篇关于威海卫之战的200字快讯较原文增加了战斗细节，且中央通讯社承认了相关新闻。《泰晤士报》就此评价道：“所以不可否认的是，通讯中超过三分之二的内容在伦敦制造”。
其中一个耸人听闻且可能虚构的新闻涉及所谓“亲爱的老板”信函，1888年9月25日发稿，其中一个自称“开膛手杰克”的人物声称对白教堂谋杀案负责。警方后声称已确定一名特定记者系“亲爱的老板”信函和后来一张名为“Saucy Jacky”明信片的作者，据推测该明信片亦为凶手所撰写之。 在一名调查员给另一记者的信中，这名记者化名“汤姆·布伦”。“汤姆·布伦”几乎可以肯定是托马斯·约翰·布林（中央通讯社员工），并声称在1888年10月给警方的证词中表示收到开膛手的第三封信。“开膛手杰克”被作为凶手化名，国际媒体的狂热，部分经中央通讯社报道，使凶手遗臭万年。
该事件促成中央通讯社的建立，迫使新闻协会和所有希望使用这些信件的新闻机构在报刊上刊登他们的广告。此事件在约翰·摩尔的全面管理和后任主席的领导下进行，当时至少有一位伦敦记者表示约翰·摩尔是此事件的发动者。摩尔还负责引进赖特-摩尔列印电报机，该机将电报信息按列打印，而不是在单行磁带上。摩尔于1891年当选董事长，1888年起任总经理。摩尔1907年退休，由亨利·麦考利夫（后来的爵士）继任，约翰·金宁斯任经理。

## 延伸阅读
- 小柯蒂斯、刘易斯·佩里《开膛手杰克和伦敦出版社》耶鲁大学出版社，2001 年。ISBN 0-300-08872-8